# جون مرلي كولتر

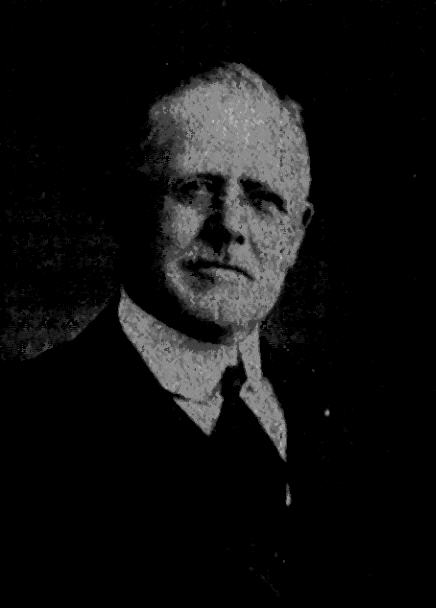
Coulter

جون مرلي كولتر (1851-1928) (بالإنجليزية: John Merle Coulter)‏ هو عالم نبات أمريكي.